# جوناثان باردن
جوناثان باردن (بالإنجليزية: Jonathan Barden)‏ هو لاعب كرة قدم بريطاني في مركزي الدفاع والوسط، ولد في 9 نوفمبر 1992 في هارو ‏ في المملكة المتحدة. لعب مع آي بي في.

## وصلات خارجية
- جوناثان باردن على موقع قاعدة بيانات كرة القدم.إي يو (الإنجليزية)
- جوناثان باردن على موقع Soccerway.com (الإنجليزية)